# Roman Kaczor
Roman Bronisław Kaczor (ur. 3 września 1956 w Oławie) – polski polityk, samorządowiec, poseł na Sejm VI i VII kadencji.

## Życiorys
Uzyskał wykształcenie średnie ogólne, prowadził własną działalność gospodarczą. Od 2002 do 2007 pełnił funkcję przewodniczącego rady miasta w Oławie.
W wyborach parlamentarnych w 2005 bezskutecznie kandydował do Sejmu. W wyborach parlamentarnych w 2007 kandydował z 13. miejsca listy Platformy Obywatelskiej w okręgu wrocławskim. Otrzymał 3175 głosów, zajmując dziesiąte miejsce wśród kandydatów PO i pierwsze niedające mandatu poselskiego. 23 listopada tego roku złożył jednak ślubowanie poselskie, zastępując w parlamencie Andrzeja Łosia, który nie objął mandatu, zachowując stanowisko marszałka dolnośląskiego. W wyborach w 2011 z powodzeniem ubiegał się o reelekcję, dostał 5302 głosy. W 2015 nie został wybrany na kolejną kadencję. W 2018 i 2024 uzyskiwał natomiast mandat radnego powiatu oławskiego.